# Leanda Cave
Leanda Cave (Louth, 9 maart 1978) is een Britse triatlete uit Bath. Sinds 1994 doet ze professioneel aan triatlon. Leanda werd in 2001 Europees kampioene en in 2002 en 2007 wereldkampioene.

## Titels
- Wereldkampioene triatlon op de ironman afstand - 2012
- Wereldkampioene triatlon op de ironman 70.3 afstand - 2012
- Wereldkampioene triatlon op de lange afstand - 2007
- Wereldkampioene triatlon op de olympische afstand - 2002
- Europees kampioene triatlon (onder 23 jaar) - 2001

## Prestaties
2012
- Ironman Hawaï, USA
- Ironman 70.3

2011
- WK lange afstand (zonder zwemmen)

2009
- 70.3 California, USA
- Wildflower Long Course, CA, USA
- 70.3 Florida, USA
- 23e Ironman Hawaï

2008
- Ironman Arizona, Tempe, USA
- 9e 70.3 WK, Clearwater, USA
- 7e Quelle Challenge Roth, Germany
- Escape from Alcatraz, San Francisco, USA
- 70.3 Florida, USA
- Wildflower Long Course, CA, USA
- Nautica South Beach Triathlon, Miami, USA
- 70.3 California, USA

2007
- 70.3 WK, Clearwater, USA
- 8e Ironman Hawaï, USA
- Scott Tinley's Adventures, CA, USA
- 6e Chicago Triathlon, OD, USA
- 5e The London Triathlon, OD, UK
- ITU LONG DISTANCE WK, Frankrijk
- Philadelphia Triathlon, OD, USA
- 101 (One O One) Clearlake, CA
- Escape from Alcatraz, San Francisco, USA
- 101 (One O One) Florida
- 5e 70.3 California, USA
- ITU wereldbeker Australië
- 4e City of Perth Triathlon, WA, Australië
- Redcliffe Aquathlon, Brisbane, QLD,Australia
- 8e Ironman Hawaï

2006
- 13e Gemenebestspelen, Melbourne
- Australian Triathlon Championships, St.Kilda, OD
- St.Anthony's Triathlon, Florida
- Florida Half Ironman 70.3
- Eagleman Half Ironman 70.3
- Philadelphia Triathlon, OD
- 14e Edmonton ITU wereldbeker, Canada
- 34e Lifetime Fitness, USA
- Boulder Peak, USA
- 6e London Triathlon, UK
- 3e Hungary ITU wereldbeker
- 5e Chicago Triathlon Bijing ITU wereldbeker
- Scott Tinley's Adventures, Californië, USA
- 12e Cancún, Mexico, ITU wereldbeker
- 4e 70.3 WK, Clearwater, USA
- Phuket Triathlon

2005
- European Cup Finale, Eilat, Israël
- Treasure Island, San Francicso, USA
- 4e ITU wereldbeker, Salford, Engeland
- The London Triathlon
- 5e (Women) Life Time Fitness, USA
- British Championships
- Ironman 70.3 St.Croix, US-Virgine Island
- 8e Ralphs Half Ironman California

2004
- ITU wereldbeker Korea
- British Championships
- 5e ITU wereldbeker, Salford, Engeland
- 7e ITU wereldbeker, Hongarije
- 4e (Women) Life Time Fitness, USA
- 19e ITU WK, Madeira, Portugal

2003
- British Championships, Swansea
- 7e ITU wereldbeker, Salford, Engeland

2002
- ITU WK, Cancún, Mexico
- European Championships, Hongarije
- Gemenebestspelen, Manchester, Engeland
- 5e ITU wereldbeker, Lausanne, Zwitserland
- 6e ITU wereldbeker, Nice, Frankrijk

2001
- 17e WK triatlon Olympische Afstand (Edmonton)

2001
- 4e triatlon Gardameer

1998
- WK junioren in Lausanne